# (6489) Golevka
(6489) Golevka est un astéroïde Apollon potentiellement dangereux qui a été découvert par Eleanor F. Helin le 10 mai 1991.

## Anecdotes
Le groupe suisse de post-rock The Evpatoria Report a donné le nom de cet astéroïde à son premier album, sorti en 2005.